# АЭС Трильо
АЭС Трильо (исп. Central nuclear de Trillo) — действующая атомная электростанция в центральной части Испании.
АЭС расположена в муниципалитете Трильо провинции Гвадалахара в 110 км на север-восток от Мадрида.
В состав АЭС входит один реактор с водой под давлением (PWR) производства компании Kraftwerk Union (нем.) мощностью 1066 Мвт.

## Инциденты
В апреле 2003 года на станции был остановлен ядерный реактор, после аварии в первичной цепи при ремонте трубопровода.
Всего на атомной электростанции произошло более 20 аварий за период эксплуатации, и хотя, их уровень не превышает 2 по шкале ИНЕС, тем не менее, вызывает негативные настроения у граждан из-за близости к столице страны – Мадриду.

## Информация об энергоблоках
| Энергоблок | Тип реакторов    | Мощность | Мощность | Начало строительства | Физпуск    | Подключение к сети | Ввод в эксплуатацию | Закрытие |
| Энергоблок | Тип реакторов    | Чистый   | Брутто   | Начало строительства | Физпуск    | Подключение к сети | Ввод в эксплуатацию | Закрытие |
| ---------- | ---------------- | -------- | -------- | -------------------- | ---------- | ------------------ | ------------------- | -------- |
| Трильо-1   | PWR, PWR 3 loops | 1003 МВт | 1066 МВт | 17.08.1979           | 14.05.1988 | 23.05.1988         | 06.08.1988          | —        |